# Ajtúbinsk
Ajtúbinsk (del ruso: Ахту́бинск) es una ciudad rusa, capital del distrito homónimo en el óblast de Astracán. Está situada sobre la orilla izquierda del río Ajtuba, un brazo del Volga, a 135 km al sudeste de Volgogrado y a 260 km (292 km por carretera) de la capital del óblast, Astracán.
La ciudad se encuentra a 30 km de la frontera kazaja y a 50 km del lago Baskunchak, al sureste de la base aérea de Vladímirovka.

## Historia
Ajtúbinsk fue fundada por la fusión, en 1959, de tres asentamientos llamados Vladimírovka, Petropávloskoye y Ajtuba.

## Demografía
| Gráfica de evolución de Ajtúbinsk entre 1897 y 2020 |
|                                                     |

En 2021, el territorio de la ciudad tenía una población de 35 694 habitantes, de los cuales 35 635 vivían en la propia ciudad y el excedente distribuidos en tres pequeñas localidades: Dzhelga, Kochevaya y Razezd 15 km.

## Economía y transporte
Astillero para la construcción y reparación de buques, fábrica de leche, fábrica de carne, panadería industrial, planta de agua mineral. La ciudad funciona como lugar de trasvase de la sal que se extrae del lago Baskunchak, en el complejo industrial Basol.
Unida a la red ferroviaria por la estación de Vladímirovka, en la línea Volgogrado-Baskunchak superior. La ciudad está en la carretera Volzhski-Jarabali, que la conecta con la vía principal Volgogrado-Astracán. Tiene un puerto fluvial.

## Ciudades hermanadas
- Shchiólkovo, Rusia

## Personalidades
- Antón Merzliutin (1987-), jugador de balonmano.

## Galería

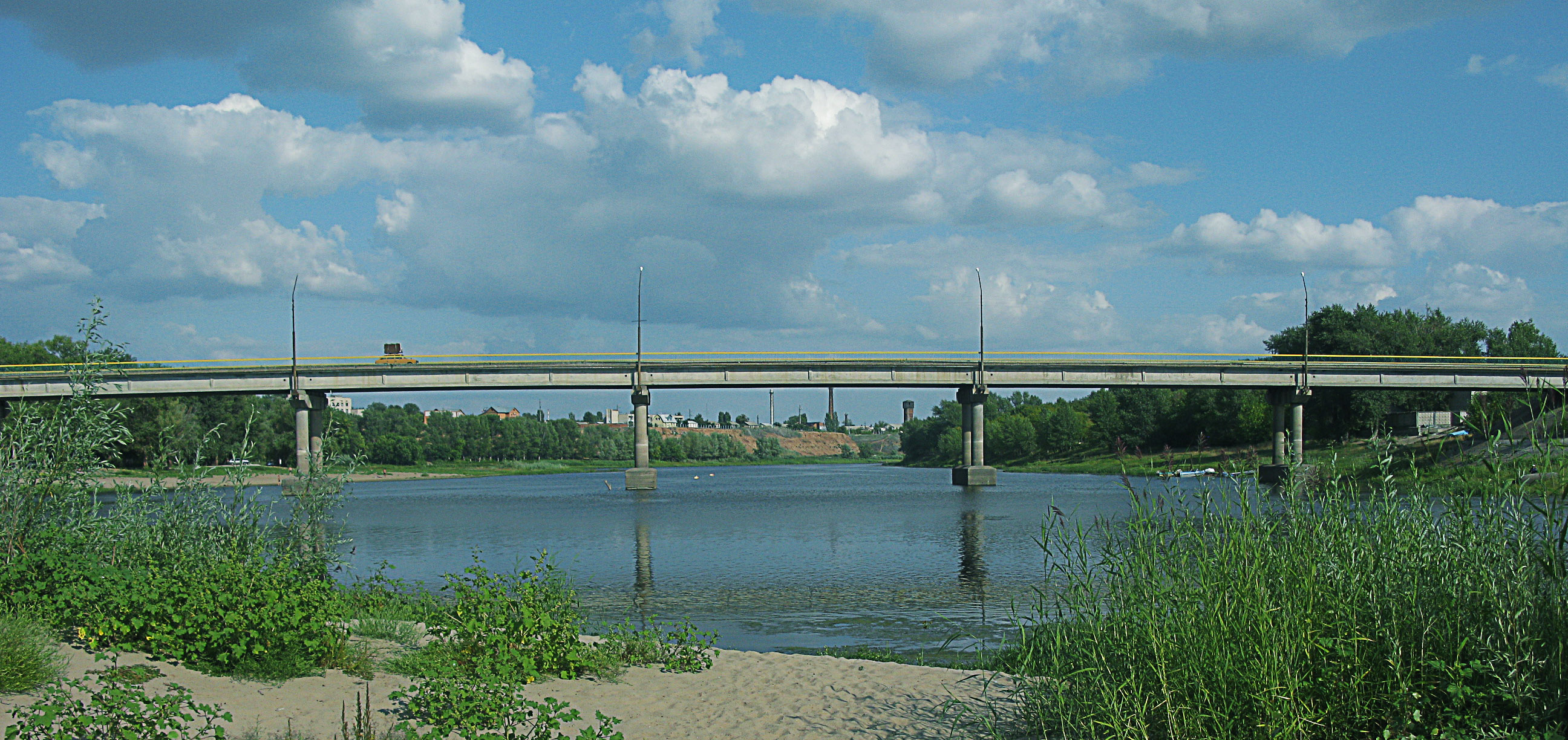
Puente a Petropavlovka
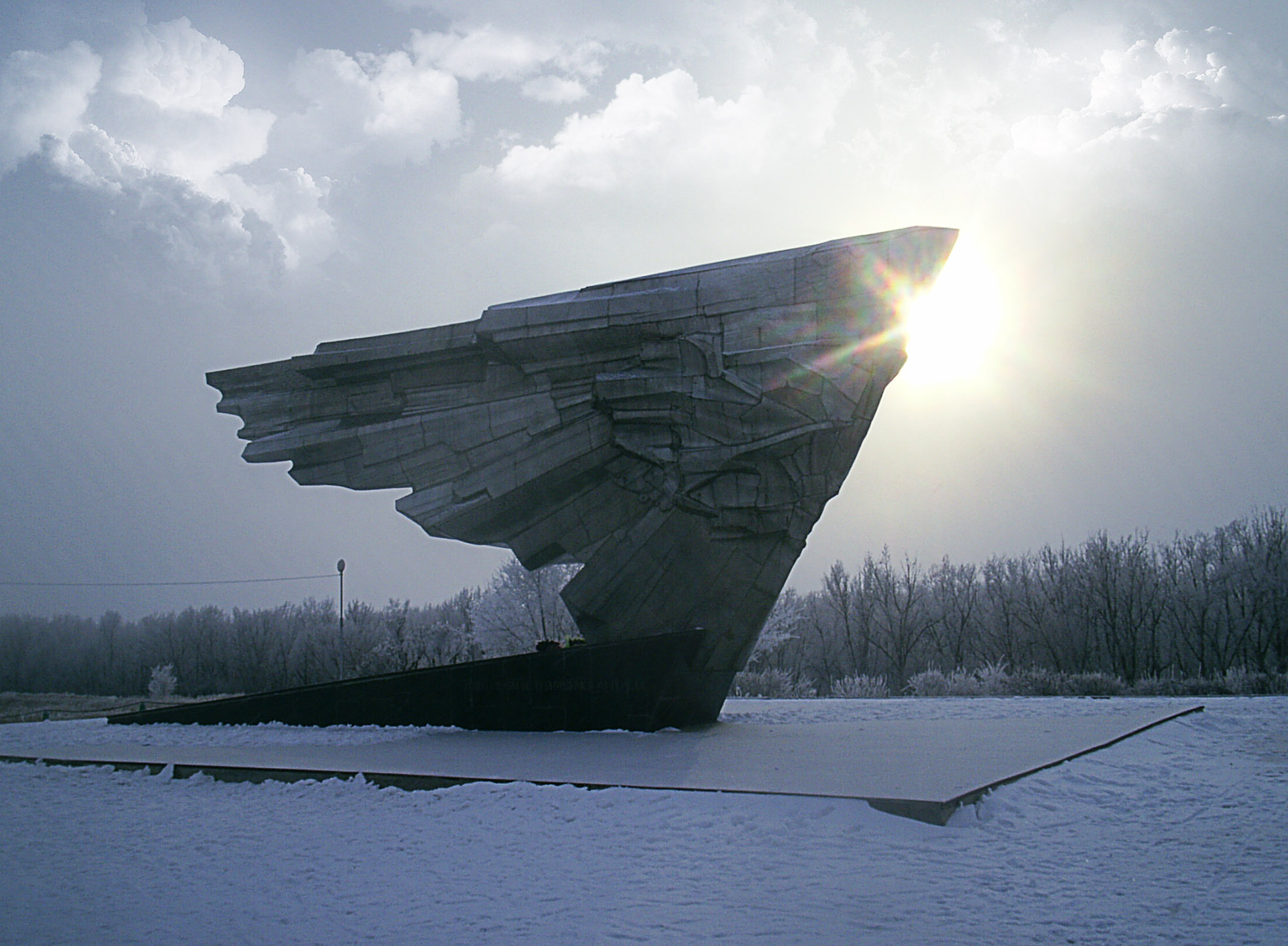
Monumento conmemorativo Ala a Akhtubinsk
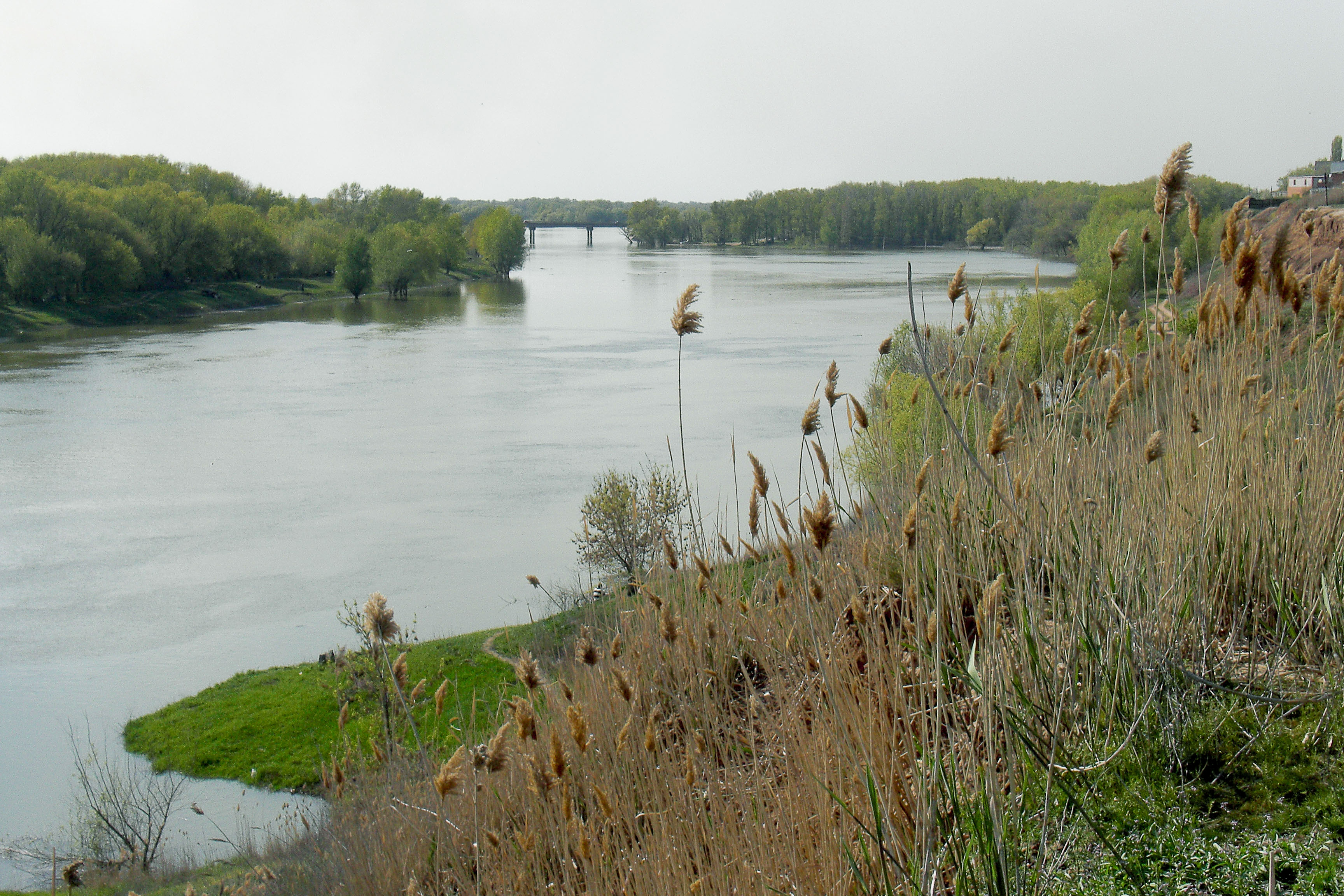
Vista del puente Petropavlóskoye
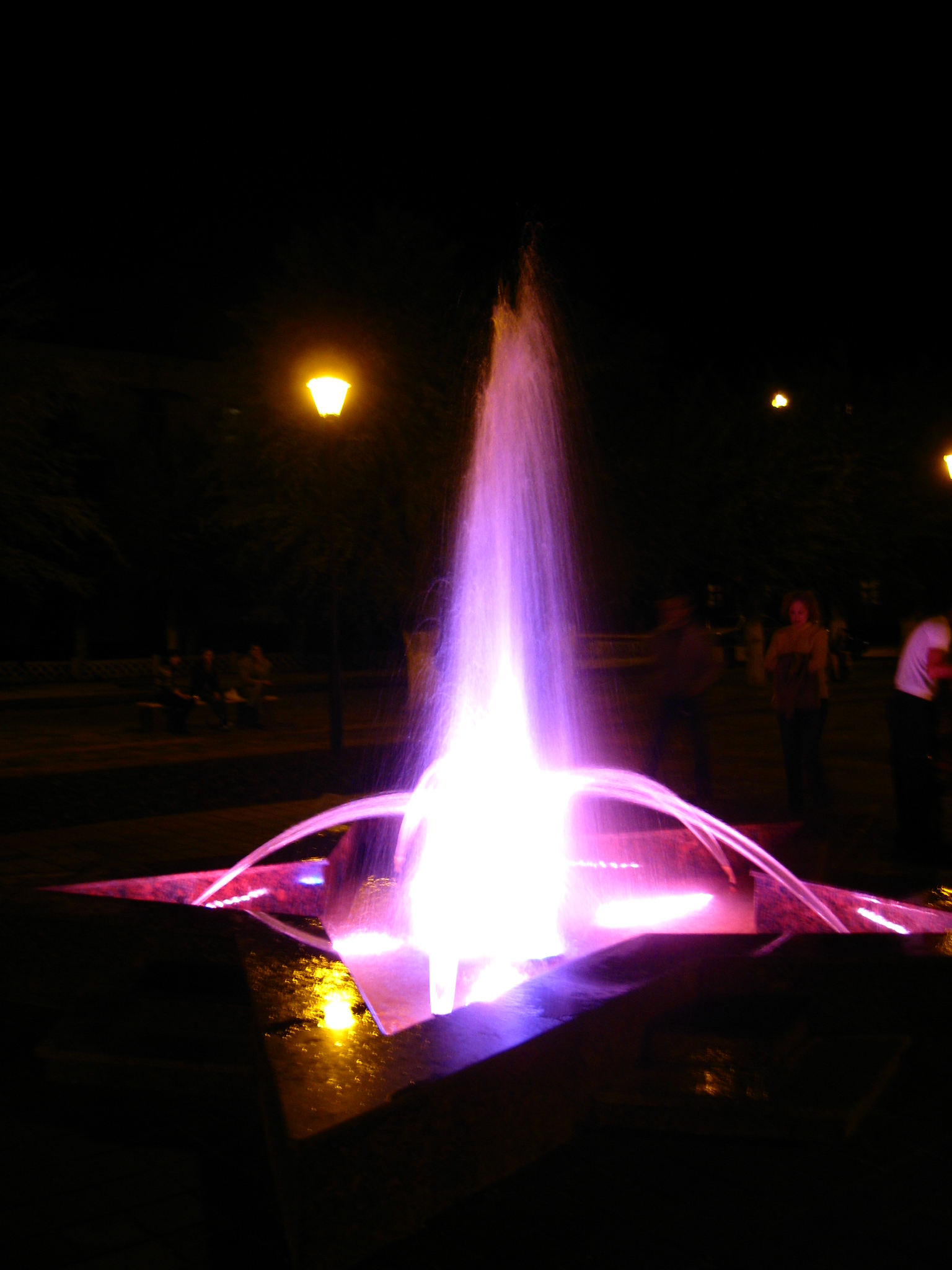
Fuente Estrella de la Victoria
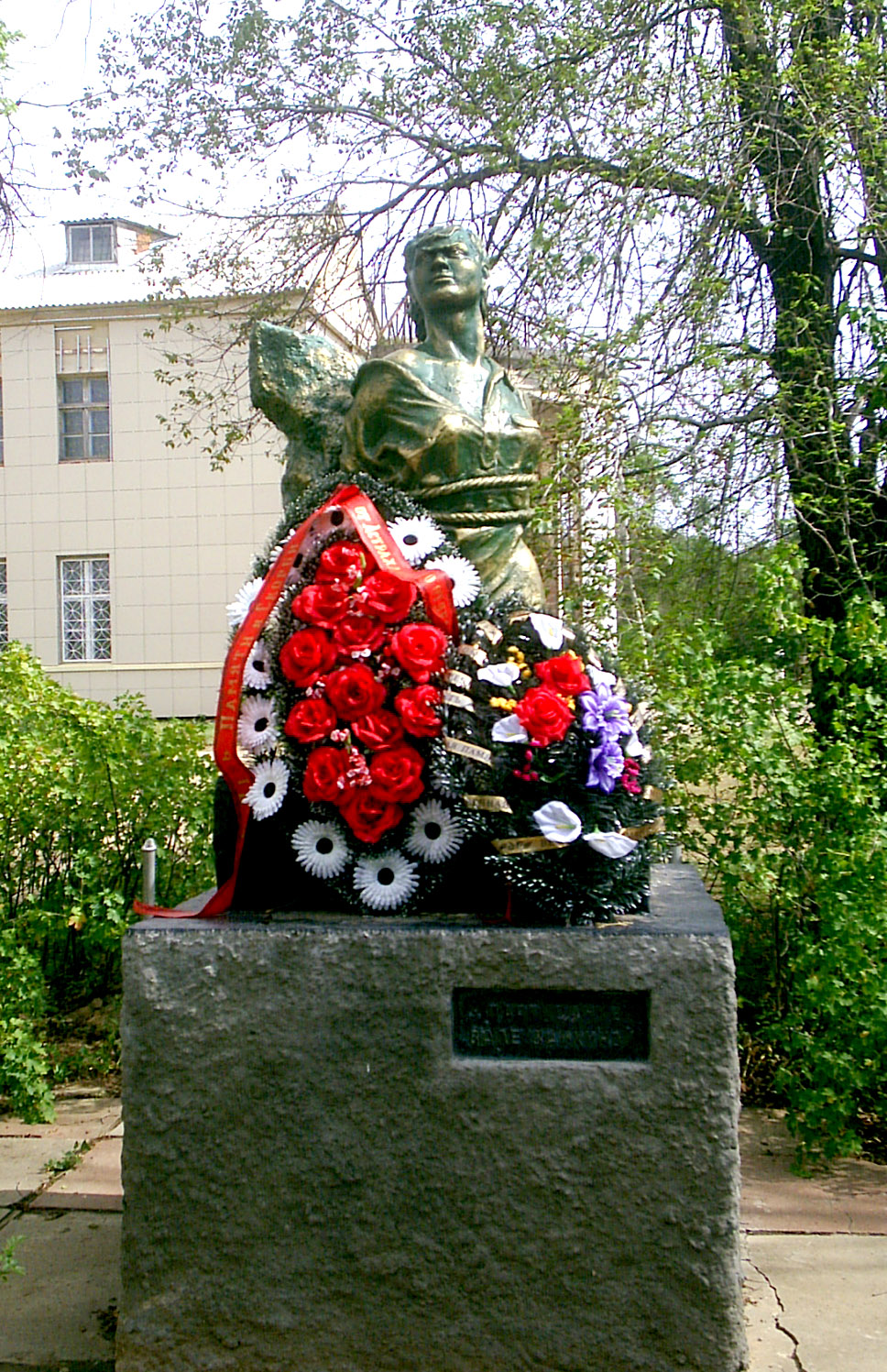
Monumento a Valentina Zanikina, soldado apresada y torturada por los fascistas.